# Charles Horton Cooley
Charles Horton Cooley (Ann Arbor, 1864 – 1929) è stato un sociologo statunitense, tra i principali teorici dell'interazionismo simbolico. Dal 1892 è stato docente di sociologia presso l'Università del Michigan.

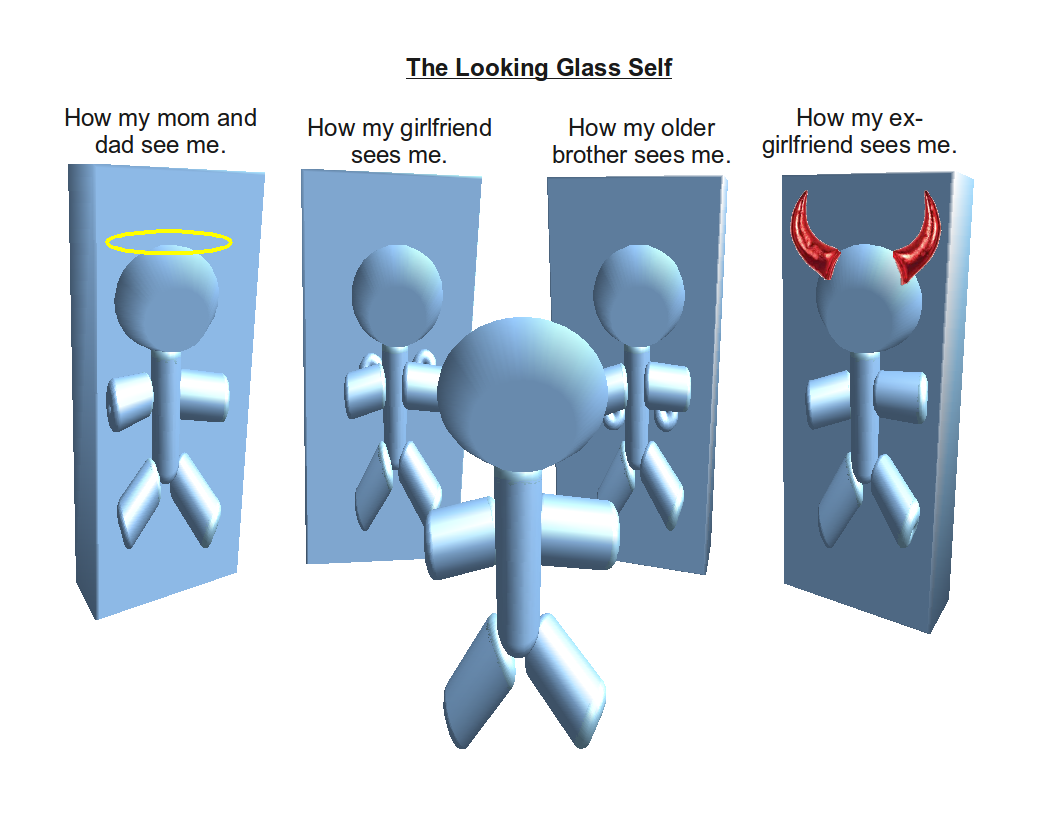
Questo è un disegno raffigurante la nozione di Cooley circa l'Io riflesso. Esso raffigura una persona davanti a quattro specchi, ciascuno dei quali riflette l'immagine di lui ma dal punto di vista di quattro persone differenti.

Cooley è forse più noto per il suo concetto del looking-glass self (l'io riflesso), secondo cui l'Io di una persona è il risultato delle interazioni interpersonali nell'ambito sociale e di ciò che gli altri percepiscono di noi. L'autore ha chiarito questo concetto scrivendo che la società è un intreccio ed una interconnessione di Io mentali. Il termine io riflesso venne usato per la prima volta da Cooley nella sua opera Human Nature and the Social Order pubblicata nel 1902.

## Biografia

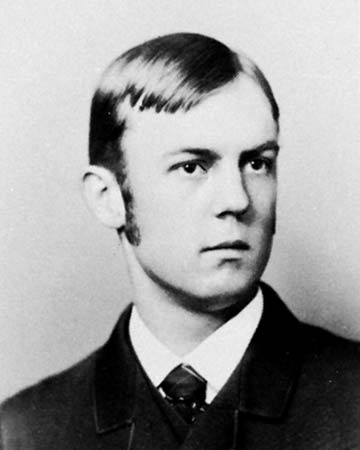
Charles H. Cooley

Charles Horton Cooley nacque ad Ann Arbor, Michigan il 7 settembre 1864, da Mary Elizabeth Horton e Thomas M. Cooley, Giudice della Corte Suprema del Michigan.

### Istruzione
Cooley si laureò nel 1887 presso la Università del Michigan e proseguì per un anno la formazione in ingegneria meccanica. Nel 1888 tornò presso la stessa università per un master in economia politica ed in sociologia. Iniziò ad insegnare economia e sociologia presso l'Università del Michigan nell'autunno del 1892. Nel 1894 Cooley conseguì un dottorato di ricerca con una tesi sulla "Teoria dei Trasporti" in Economia. Nell'anno accademico 1894/95 iniziò ad insegnare sociologia.

### Vita familiare
Il matrimonio di Cooley, nel 1890, con Elsie Jones, figlia di un professore di medicina presso l'Università del Michigan, gli permise di concentrarsi completamente sulla ricerca scientifica e dedicarsi alla vita contemplativa che Cooley apprezzava molto. La signora Cooley, donna molto colta, differiva dal marito per il suo carattere molto energico e, per questo, capace di gestire la loro vita in comune in modo tale che gli impegni mondani non fossero di alcun peso per suo marito. La coppia ebbe tre figli, un maschio e due femmine, e vivevano in modo tranquillo e discreto in una casa nei pressi del campus universitario. I figli svolsero per Cooley quasi una funzione di laboratorio domestico per lo studio della genesi e dello sviluppo dell'Io. Pertanto, anche quando il sociologo non era impegnato nell'osservazione del proprio io, ma desiderava osservare gli altri, non aveva bisogno di uscire dalla cerchia familiare.

## Contributi alla teoria sociale

### Metodologia di Cooley
Cooley fu particolarmente dispiaciuto per le divergenze metodologiche riscontrabili all'interno della Sociologia. Egli preferiva un approccio empirico e basato sull'osservazione. Pur ritenendo utile l'uso delle statistiche, Cooley preferì lo studio dei singoli casi: spesso osservando il comportamento dei propri figli.

### Teoria della comunicazione e passaggio alla Sociologia
La prima opera importante di Cooley, The Theory of Transportation del 1894, trattava di teoria economica. Quest'opera si concludeva con l'osservazione che le città tendono ad essere situate alla confluenza delle vie di comunicazione - la cosiddetta interruzione nella comunicazione. Cooley presto si interessò di una più ampia analisi dell'interazione nei rapporti individuali e sociali. In Human Nature and Social Order del 1902, prefigurò l'argomentazione di George Herbert Mead sul substrato simbolico del sé specificando il modo in cui le reazioni nel contesto sociale influenzino l'emergere della normale partecipazione alla vita sociale. Cooley ampliò notevolmente questo concetto dell'io riflesso nel suo libro successivo, Social Organization del 1909, in cui viene tracciato un approccio globale alla società e ai suoi più importanti procedimenti.

### Organizzazione sociale
Le prime 60 pagine di Social Organization si presentavano come un antidoto sociologico verso Sigmund Freud. In quella parte, spesso menzionata, Cooley formulò il ruolo cruciale dei gruppi primari (famiglia, gruppi di gioco, e così via) come fonte della morale, dei sentimenti e degli ideali di un soggetto. Ma l'impatto del gruppo primario è tale che le persone anche associandosi si aggrappano agli ideali primari e creano persino nuovi raggruppamenti primari nell'ambito di organizzazioni formali. Cooley concepiva la società come un continuo esperimento per l'ampliamento dell'esperienza sociale e per il coordinamento delle sue diversità. Egli ha quindi analizzato il funzionamento di tali complesse forme sociali come istituzioni formali, sistemi di classi sociali e attenti controlli della pubblica opinione. Cooley concluse che le differenze di classe riflettono diversi contributi alla società, così come i fenomeni di aumento di potere e di sfruttamento.

### Processo sociale
Nell'ultima sua opera importante, Social Process del 1918, Cooley sottolineò la natura non razionale ma sperimentale dell'organizzazione sociale ed il significato della competizione sociale. Egli interpretò le difficoltà moderne come esito dello scontro fra i valori del gruppo primario (l'amore, l'ambizione, la lealtà) e i valori istituzionali (le ideologie impersonali come il progresso o il Protestantesimo). Le società, nel cercare di far fronte alle loro difficoltà, adattano come meglio possono l'un l'altro questi due tipi di valori.

### Cooley e la Soggettività Sociale
Le teorie di Cooley vennero formulate in risposta ad una triplice necessità sviluppatesi nell'ambito della società. La prima è stata la necessità di impostare una comprensione dei fenomeni sociali che evidenziavano i processi mentali soggettivi degli individui, non ancora intesi come gli effetti e le cause dei processi della società. La seconda necessità concerneva lo sviluppo di una concezione sociale dinamica che ritraeva le situazioni di caos come eventi naturali che potevano offrire opportunità di "innovazioni da adattamento". Infine, la necessità di indicare gruppi che fossero in grado di esercitare una qualche forma di un "consapevole controllo morale" sui problemi attuali e sulle tendenze future.
In quanto ai problemi di cui sopra, Cooley affermò "la società e l'individuo si presentano non come fenomeni separabili ma come aspetti diversi della stessa cosa, perché un individuo separato è un'astrazione ignota all'esperienza e lo stesso dicasi quando la società viene considerata come un qualcosa di distinto dagli individui." A partire da ciò, egli decise di creare un complesso "Socio-Mentale" cui avrebbe dato il nome di "Io riflesso".
L'Io riflesso si costituisce attraverso l'immaginazione di come il proprio Io possa essere compreso dall'altro. Questa teoria in seguito sarebbe stata etichettata come "Introspezione Empatica". Tale teoria ha trovato applicazione non solo nel singolo individuo ma anche nei problemi macro-economici della società e in quelle condizioni macro-sociologiche venutesi a creare man mano nel tempo.
Riguardo all'economia, Cooley si discostò da quella che era la regola, affermando che "...anche le istituzioni economiche non potevano essere comprese esclusivamente come un risultato di impersonali forze di mercato." Per quanto riguarda la prospettiva sociologica e la sua rilevanza rispetto alle tradizioni, Cooley sostiene che il dissolversi delle tradizioni può essere positivo, dando luogo così ad "una sorta di virtù, così come di vizi, che si trovano di solito nei luoghi di frontiera: semplicità di contrattazione, predilezione per il carattere e la forza, gentilezza, speranza, ospitalità e coraggio." Cooley riteneva che la Sociologia continui a contribuire alla "crescente efficienza dei processi intellettuali che forniscono conoscenza al più ampio e volenteroso pubblico.

### L'Io riflesso
Il concetto di "Io riflesso" sviluppò l'idea di William James circa la capacità dell'Io di includere la capacità di riflessione sul proprio comportamento. Nelle opinioni degli altri è costruita, modificata e mantenuta l'immagine del nostro Io; per questo vi è una interazione tra come ci vediamo e come ci vedono gli altri. Secondo Cooley, come spiegato in Human Nature and Social Order, la costituzione dell'Io riflesso passa attraverso tre fasi:
- Per iniziare, ci raffiguriamo noi stessi nei tratti fisici e nella personalità.
- Quindi utilizziamo le reazioni degli altri per capire come essi ci visualizzano.
- Infine sviluppiamo il nostro proprio concetto dell'Io sulla base delle nostre interpretazioni. Il nostro proprio concetto dell'Io può essere aumentato o diminuito mediante le nostre conclusioni.

## Opere di Cooley
- 1891: The Social Significance of Street Railways, Publications of the American Economic Association 6, 71-73
- 1894: Competition and Organization, Publications of the Michigan Political Science Association 1, 33-45
- 1894: The Theory of Transportation, Baltimore: Publications of the American Economic Association 9
- 1896: Nature versus Nurture' in the Making of Social Careers, Proceedings of the 23rd Conference of Charities and Corrections: 399-405
- 1897: Genius, Fame and the Comparison of Races, Philadelphia: Annals of the American Academy of Political and Social Science 9, 1-42
- 1897: The Process of Social Change, Political Science Quarterly 12, 63-81
- 1899: Personal Competition: Its Place in the Social Order and the Effect upon Individuals; with Some Considerations on Success, Economic Studies 4,
- 1902: Human Nature and the Social Order, New York: Charles Scribner's Sons, revised edn 1922
- 1902: The Decrease of Rural Population in the Southern Peninsula of Michigan, Publications of the Michigan Political Science Association 4, 28-37
- 1904: Discussion of Franklin H. Giddings', A Theory of Social Causation, Publications of the American Economic Association, Third Series, 5, 426-431
- 1907: Social Consciousness, Publications of the American Sociological Society 1, 97-109
- 1907: Social Consciousness, American Journal of Sociology 12, 675-687 Previously published as above.
- 1908: A Study of the Early Use of Self-Words by a Child, Psychological Review 15, 339-357
- 1909: Social Organization: a Study of the Larger Mind, New York: Charles Scribner's Sons
- 1909: Builder of Democracy, Survey, 210-213
- 1912: Discussion of Simon Patten's The Background of Economic Theories, Publications of the American Sociological Society 7, 132
- 1912: Valuation as a Social Process, Psychological Bulletin 9, Also published as part of Social Process
- 1913: The Institutional Character of Pecuniary Valuation, American Journal of Sociology 18, 543-555. Also published as part of Social Process
- 1913: The Sphere of Pecuniary Valuation, American Journal of Sociology 19, 188-203. Also published as part of Social Process
- 1913: The Progress of Pecuniary Valuation, Quarterly Journal of Economics 30, 1-21. Also published as part of Social Process
- 1916: Builder of Democracy, Survey 36, 116
- 1917: Social Control in International Relations, Publications of the American Sociological Society 12, 207-216
- 1918: Social Process, New York: Charles Scribner's Sons
- 1918: A Primary Culture for Democracy, Publications of the American Sociological Society 13, 1-10
- 1918: Political Economy and Social Process, Journal of Political Economy 25, 366-374
- 1920: Reflections Upon the Sociology of Herbert Spencer, American Journal of Sociology 26, 129-145
- 1924: Now and Then, Journal of Applied Sociology 8, 259-262.
- 1926: The Roots of Social Knowledge, American Journal of Sociology 32, 59-79.
- 1926: Heredity or Environment, Journal of Applied Sociology 10, 303-307
- 1927: Life and the Student, New York: Charles Scribner's Sons
- 1928: Case Study of Small Institutions as a Method of Research, Publications of the American Sociological Society 22, 123-132
- 1928: Sumner and Methodology, Sociology and Social Research 12, 303-306
- 1929: The Life-Study Method as Applied to Rural Social Research, Publications of the American Sociological Society 23, 248-254
- 1930: The Development of Sociology at Michigan. pp. 3–14 in Sociological Theory and Research, being Selected papers of Charles Horton Cooley, edited by Robert Cooley Angell, New York: Henry Holt
- 1930: Sociological Theory and Social Research, New York: Henry Holt
- 1933: Introductory Sociology, with Robert C Angell and Lowell Julliard Carr, New York: Charles Scribner's Sons